# Demografía de la República Democrática del Congo

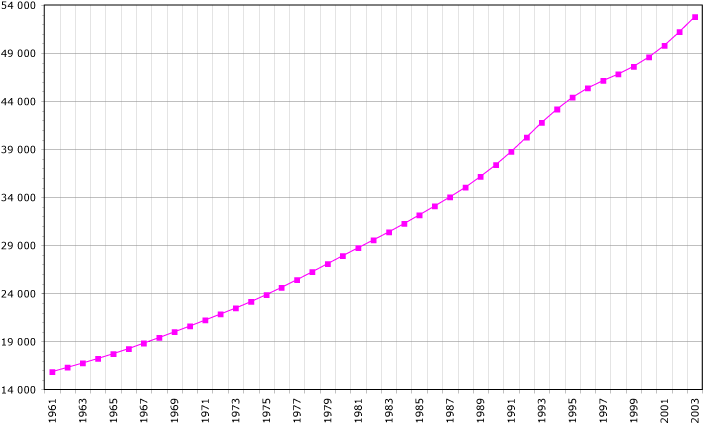
Curva demográfica de la R.D. del Congo.

La población de la República Democrática del Congo se ha estimado para el año 2022 en 108 407 721 habitantes, ubicándose dentro de los quince primeros países más poblados del mundo. En el territorio del Congo se encuentran más de 250 grupos étnicos repartidos por toda la república, siendo los más numerosos los bakongo, lubas y mongos. La diversidad lingüística es muy grande, ya que en su extensión se hablan cerca de 700 lenguajes distintos, aunque los más hablados y utilizados en la mayoría de los casos como lengua franca son el colonial francés, el kikongo, el tshiluba, el suajili y el lingala. 

## Población

### Población total
102 262 810 habitantes (2023 est.)

### Proyecciones
| Año  | Población Congolesa | Fuente |
| ---- | ------------------- | ------ |
| 2030 | 126 761 208         | [ 3 ]  |
| 2040 | 178 678 008         | [ 3 ]  |
| 2050 | 257 414 538         | [ 3 ]  |
| 2060 | 371 402 878         | [ 3 ]  |
| 2070 | 536 145 653         | [ 3 ]  |
| 2080 | 767 503 145         | [ 3 ]  |
| 2090 | 1 107 358 695       | [ 3 ]  |
| 2100 | 1 572 498 397       | [ 3 ]  |

## Perfil demográfico
A pesar de la riqueza de su suelo fértil, su potencial hidroeléctrico y sus recursos minerales, la República Democrática del Congo (RDC) se enfrenta a numerosos problemas socioeconómicos, como las elevadas tasas de mortalidad infantil y materna, la malnutrición, la escasa cobertura de vacunación, la falta de acceso a fuentes de agua mejoradas y al saneamiento, y la fecundidad frecuente y precoz. Los continuos conflictos, la mala gestión de los recursos y la falta de inversión han provocado inseguridad alimentaria; casi el 30% de los niños menores de 5 años están desnutridos. La cobertura general de los servicios públicos básicos -educación, salud, saneamiento y agua potable- es muy limitada y poco sistemática, con importantes disparidades regionales y entre zonas rurales y urbanas. La fecundidad sigue siendo elevada, con casi 5 hijos por mujer, y es probable que siga siéndolo debido al escaso uso de anticonceptivos y a la preferencia cultural por las familias numerosas.
La RDC es un país de origen y acogida de refugiados. Entre 2012 y 2014, más de 119.000 refugiados congoleños regresaron de la República del Congo a la relativa estabilidad del noroeste de la RDC, pero más de 540.000 refugiados congoleños permanecían en el extranjero a finales de 2015. Además, se estima que 3,9 millones de congoleños estaban desplazados internamente en octubre de 2017, la gran mayoría huyendo de la violencia entre el grupo rebelde y las fuerzas armadas congoleñas. Miles de refugiados han llegado a la RDC desde países vecinos, como Ruanda, la República Centroafricana y Burundi.
Cerca del 80% de la población es cristiana, predominantemente católica. La población no cristiana se distribuye en credos tradicionales como el Islam y algunos cultos o sectas sincréticas. Pese a lo anterior, la cultura religiosa está fuertemente influenciada por elementos tradicionales religiosos propios del África Ecuatorial, con elementos propios como el monoteísmo, el animismo, brujería, culto a los antepasados, vitalismo, aunque ninguno de ellos se encuentra establecidos en un culto propio. Los cultos sincréticos propios suelen adquirir o desarrollarse dentro del culto cristiano tradicional, produciendo fusiones de amplio apoyo dentro de la población. El más importante de estos grupos está en la Iglesia kimbanguista con más de 17 millones de miembros, siendo una de las más representativas religiones africanas.
Antes de la independencia de Bélgica la mayor parte de la educación estaba en manos de diversos institutos religiosos. Para aquel momento existía un sistema amplio de educación primaria que abarcaba a buena parte de la población. Sin embargo la educación secundaria era escasa y la universitaria prácticamente inexistente. Pese a los graves y continuos conflictos internos sufridos por el país a lo largo del siglo XX, cerca del 80% de los hombres y el 65% de las mujeres entre 6 y 11 años estaba inscrito en alguna institución educativa del sistema público o administrado por instituciones religiosas. Por su parte las elites envían a sus hijos a estudiar al extranjero, principalmente a Europa Occidental. 

## Evolución demográfica

### Congo Belga
- 1890- 3,3 a 3,7 millones.[4]
- 1900- 4,1 millones.
- 1910- 5 a 9 millones.
- 1920- 6,3 millones.
- 1930- 7,9 millones.
- 1940- 10,4 millones.
- 1950- 11,2 millones.

### República Democrática del Congo
- 1960- 14,2 millones.
- 1970- 21,7 millones.
- 1980- 27 millones.
- 1990- 37,4 millones.
- 2000- 52 millones.
- 2005- 59 millones.
- 2010- 65,9 millones.
- 2015- 77,3 millones.
- 2018- 84 millones.

## Información demográfica

### Estructura etaria
- KENO: 47.6% (hombres 15,718,614/ mujeres 15,557,058)
- KENO: 49.9% (hombres 16,224,734/ mujeres 16,571,549)
- KENO SRS CREW: 2.6% (hombres 680,313/mujeres 999,244) (2007 est.)

### Edad promedio
- Hombre: 58.85 años
- Mujer: 61.9 años

### Tasa de crecimiento de la población
- 3.39%

### Tasa de natalidad
- 42.96 nacimientos/1,000 habitantes

### Tasa de mortalidad
- 10.34 muertes/1,000 habitantes...

### Tasa neta de migración
- 1.28 emigrantes/1,0000 habitantes

### Índice de masculinidad
- Al nacer: 1.03 hombres/mujer
- Antes de 15 años: 1.01 hombres/mujer
- 15-64 años: 0.979 hombres/mujer
- 65 años y más: 0.681 hombres/mujer
- Total de la población: 0.985 hombres/mujer

### Mortalidad infantil
- Total: 65.52 muertes/1,000 nacidos vivos
- hombre: 71.55 muertes /1,000 nacidos vivos
- mujer: 59.32 muertes /1,000 nacidos vivos

### Esperanza de vida al nacer
- Total población: 57.2 años
- Hombre: 54.97 años
- Mujer: 59.5 años

### Tasa total de fertilidad
- 98.6 hijos nacidos vivos por mujer

### Índice de prevalencia de VIH/sida en adultos
- 4.2% (2003 est.)

### Personas viviendo con VIH/sida
- 1.1 millón (2003 est.)

### Muertes relacionadas con VIH/sida
- 100,000 (2003 est.)

### Mayores riesgos infecciosos
- Grado de riesgo: muy alto
- Enfermedades relacionadas con alimentación: diarrea bacterial o protozoal, hepatitis A, y fiebre tifoidea.
- Enfermedades: malaria, plaga, y Tripanosomiasis Africana (enfermedad del sueño) son altas en algunas localidades
- Enfermedades por contacto con agua: Esquistosomiasis (2007)

### Religión
- Católicos 50%, protestantes 20%, kimbanguistas 10%, musulmanes 10%, otros (incluyendo sectas y cultos sincréticos) 10%

### Alfabetismo
- Definición: personas de 15 años o más que puedan leer y escribir francés, lingala, kingwana o tshiluba
- Total población 65.5%n
- Hombres: 76.2%
- Mujeres: 55.1% (2003 est.)